# Леклед, Пьер

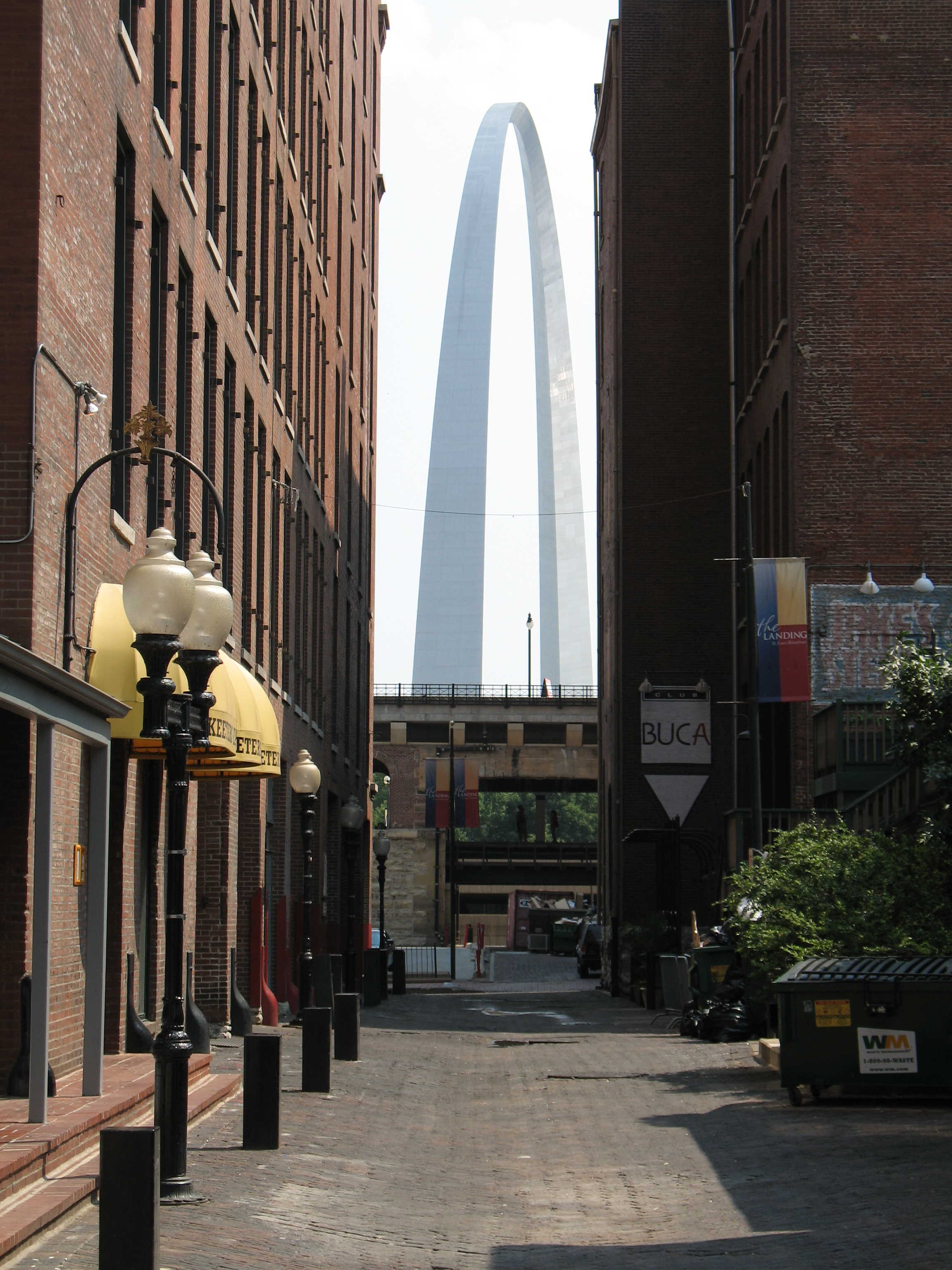
Вид на арку Ворота Запада с Laclede’s Landing

Пьер Леклед (фр. Pierre Laclède; 1729—1778) — сооснователь города Сент-Луис, штат Миссури, французский торговец мехом, отчим Огюста Шуто.

## Биография
Родился 22 ноября 1729 года в Беарне, Франция.
В 1758 году познакомился Марией-Терезией Шуто, у которой к этому времени был сын Огюст Шуто. В начале 1760-х годов Леклед взял Огюста Шуто себе в помощники, имея при этом делового партнёра из Нового Орлеана — торговца Жильбера Антуана де Сент-Максента. Леклед и Максент к этому времени построили французскую факторию на западном берегу реки Миссисипи к северу от деревни Ste. Genevieve (штат Миссури), получив лицензию на торговлю с коренными американцами. Для стабильной работы своей фактории, в частности надёжного хранения товара (складов), Леклед и Шуто основали в феврале 1764 года «французский» город Сент-Луис (это было место, ранее занимаемое коренными индейскими племенами, как показали последующие археологические исследования).
Умер 20 июня 1778 года.

### Семья
В браке с Марией-Терезией Шуто у Лекледа было четверо детей — Жан-Пьер (род. 1758), Мари-Пелажи (род. 1760), Мари-Луиза (род. 1762) и Виктория (род. 1764). Старший из сыновей стал партнером по бизнесу у Лекледа, в позже — у родного брата Огюста.

## Память
- В честь Пьера Лекледа назван район набережной в Сент-Луисе — Laclede’s Landing и учебное заведение — Pierre Laclede Honors College.
- Его имя увековечено также на Сент-Луисской «Аллее славы».[1]